# Marathon van Londen 2013

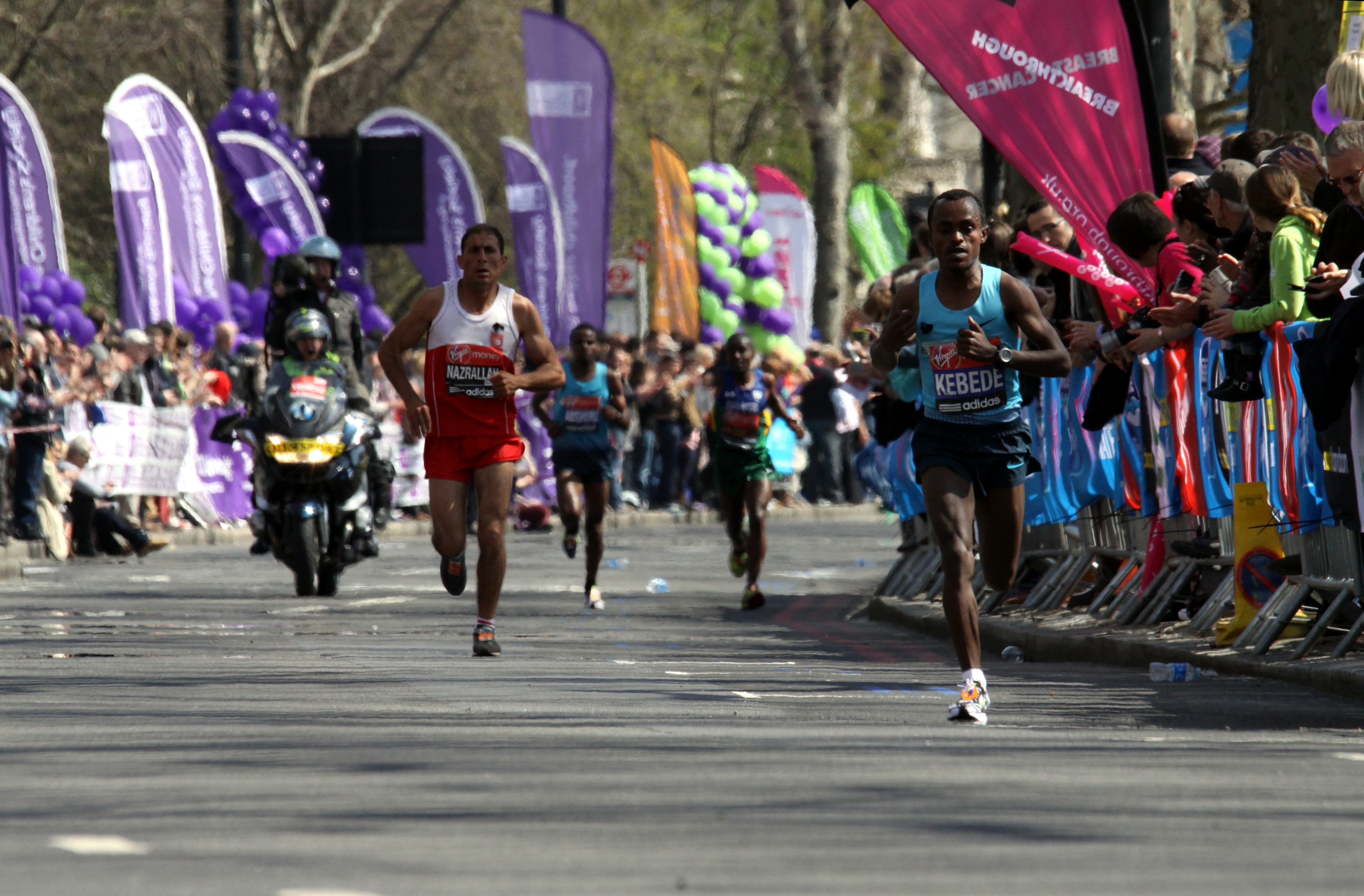
Tsegaye Kebede op weg naar zijn overwinning.

De marathon van Londen 2013 werd gelopen op zondag 21 april 2013 in Londen. Het was de 33e editie van deze marathon. 
De wedstrijd bij de mannen eindigde in een overwinning voor de 26-jarige Ethiopiër Tsegaye Kebede. Hij had 31 seconden voorsprong op de Keniaan Emmanuel Mutai, die de vorige editie op zijn naam schreef. De winnende tijd van 2:06.04 was niet voldoende voor het parcoursrecord, dat een kleine twee minuten sneller is.
Bij de vrouwen werd de strijd beslist in het voordeel van Priscah Jeptoo in een tijd van 2:20.15. De Keniaanse werd een jaar eerder derde bij deze wedstrijd en won op de Olympische Spelen van 2012 een zilveren medaille op de marathon. Olympisch kampioene Tiki Gelana botste bij een verzorgingsplaats, 15 kilometer van de start, op een rolstoelatleet. Ze nestelde zich weer snel in de kopgroep, maar kon zich aan het einde niet meer mengen in de strijd om de medailles.
De marathon begon met een halve minuut stilte om de slachtoffers te herdenken van de aanslag bij de Boston Marathon. 

## Wedstrijd
Mannen
| rang   | naam              | land | tijd    |
| ------ | ----------------- | ---- | ------- |
| Goud   | Tsegay Kebede     | ETH  | 2:06.04 |
| Zilver | Emmanuel Mutai    | KEN  | 2:06.33 |
| Brons  | Ayele Abshero     | ETH  | 2:06.57 |
| 4      | Feyisa Lilesa     | ETH  | 2:07.46 |
| 5      | Wilson Kipsang    | KEN  | 2:07.47 |
| 6      | Stephen Kiprotich | UGA  | 2:08.03 |
| 7      | Yared Asmerom     | ERI  | 2:08.22 |
| 8      | Stanley Biwott    | KEN  | 2:08.39 |
| 9      | Ayad Lamdassem    | ESP  | 2:09.28 |
| 10     | Patrick Makau     | KEN  | 2:14.10 |
| DSQ    | Hafid Chani       | MAR  | 2:09.11 |

Vrouwen
| rang   | naam                 | land | tijd    |
| ------ | -------------------- | ---- | ------- |
| Goud   | Priscah Jeptoo       | KEN  | 2:20.15 |
| Zilver | Edna Kiplagat        | KEN  | 2:21.32 |
| Brons  | Yukiko Akaba         | JPN  | 2:24.43 |
| 4      | Atsede Baysa         | ETH  | 2:25.14 |
| 5      | Meselech Melkamu     | ETH  | 2:25.46 |
| 6      | Florence Kiplagat    | KEN  | 2:27.05 |
| 7      | Mai Ito              | JPN  | 2:28.37 |
| 8      | Alevtina Biktimirova | RUS  | 2:30.02 |
| 9      | Susan Partridge      | GBR  | 2:30.46 |
| 10     | Irvette van Zyl      | RSA  | 2:31.26 |

1981 ·
1982 ·
1983 ·
1984 ·
1985 ·
1986 ·
1987 ·
1988 ·
1989 ·
1990 ·
1991 ·
1992 ·
1993 ·
1994 ·
1995 ·
1996 ·
1997 ·
1998 ·
1999 ·
2000 ·
2001 ·
2002 ·
2003 ·
2004 ·
2005 ·
2006 ·
2007 ·
2008 ·
2009 ·
2010 ·
2011 ·
2012 ·
2013 ·
2014 ·
2015 ·
2016 ·
2017